# Mergulho do Brasil
O mergulho no Brasil é favorecido por uma enorme costa (mais de 8 mil km), banhada pelo Oceano Atlântico e praticamente toda navegável. Existem locais de mergulho por todo o litoral e em algumas ilhas, tais como Fernando de Noronha (PE) e Ilha Grande (RJ).
Quanto mais próximo à linha do Equador, maior será a quantidade de vida marinha e diversidade biológica, devido ao clima equatorial. No Nordeste, a exemplo disto, mergulha-se o ano todo, mas o verão é o melhor período para a prática de atividades aquáticas. Desde um mergulho em apneia, também conhecido de snorkeling, usando uma máscara, um snorkel e um par de nadadeiras até em um mergulho autônomo com um cilindro é possível observar uma enorme quantidade de vida em boa parte das praias brasileiras.
São vistas algumas particularidades da região do Rio Grande do Norte, até a região Sudeste do Brasil. No Nordeste a visibilidade varia entre 20 a 35 metros pois as águas mais límpidas e não dependem das condições do tempo. Particularmente nesta região do país, a época ideal para o mergulho são os meses de dezembro a março.
No Sudeste, principalmente no verão, apesar da temperatura da água ser normalmente mais elevada nesta época, é possível verificar a ocorrência de um fenômeno bastante comum: a termoclina, que consiste na verdade numa separação bastante nítida entre águas com temperaturas diversas (uma camada mais fria e uma mais quente). Nesta situação, em razão da diferença da temperatura e da densidade da água, é possível perceber visualmente o limite entre ambas.
Desde 1992, pratica-se no Brasil, mergulho em caverna (cavidade natural), bem como em outros ambientes com teto, especial mina (p. ex. Mina da Passagem - Mariana/MG).
As principais agências de credenciamento (formação de mergulhadores), atuantes no Brasil são PADI (mergulho recreacional), SSI (Scuba Schools International - recreacional e técnico), NAUI, SDI e Technical Diving International.

## Locais de mergulho
Estado do Paraná
- Rio Paraná
- Litoral

### Estado de Alagoas
- Maceió
- Maragogi
- Japaratinga
- Porto das Pedras
- São Miguel do Milagres

### Estado da Bahia
- Caravelas
  - Abrolhos
    - Naufrágio Rosalina
    - Naufrágio Guadiana
    - Naufrágio Santa Catharina
- Porto Seguro
- Iraquara (Chapada Diamantina)
  - Gruta Azul (Cave
  - Pratinha (Caverna)
- Cumuruxatiba
- Salvador
  - Banco da Panela
  - Cordilheiras
  - Naufrágio do Blackadder
  - Naufrágio do Cap Frio
  - Naufrágio do Carvão
  - Naufrágio do Cavo Artemidi
  - Naufrágio do Galeão Queen
  - Naufrágio do Galeão Nossa Senhora do Rosário
  - Naufrágio do Galeão Santa Escolástica ou navio dos canhões em pé
  - Naufrágio do Galeão Sacramento
  - Naufrágio do Galeão Santo André
  - Naufrágio do Germânia e Bretagne
  - Naufrágio do Ho-Mei No.III
  - Naufrágio do Irman
  - Naufrágio do Manau
  - Naufrágio do Maraldi
  - Naufrágio do Piaçava
  - Naufrágio do Rebocador do Rio Vermelho
  - Naufrágio do Reliance
  - Naufrágio do Vapor da Jequitáia
  - Naufrágio do Vapor Paraná
  - Naufrágio do Vapor Salvador
  - Pedras Alvas
  - Pedras do Cardinal
  - Pedras da Caverna
  - Pedras da Enchente
  - Porto da Barra
  - Prainha do MAM
  - Quebra-mar da Codeba
  - Recife das Caramuanas
  - Recife dos Cascos
  - Recife das Mangueiras
  - Recife das Pinaúnas
  - Remanso
  - Sala de Aula

### Estado do Ceará(CE)
- Parque Estadual Marinho da Pedra da Risca do Meio
  - Pedra da Risca do Meio
  - Pedra do Mar
  - Pedra Nova
  - Pedrinha
  - Pedra da Botija
  - Cabeço do Arrastado
  - Naufrágio avião Bandeirantes
- Naufrágio do cargueiro britânico Baron Dechmont
- Canal das Arabaianas
- Risca de Aquiraz
- Naufrágio do Pinduca
- Naufrágio do vapor de Paracuru
- Cajueiro
- Naufrágio do navio do Titanzinho

### Estado deGóias(GO)
- Lagoas
  - Lago azul de Mara rosa (Cavidade Artificial, contendo locais com teto - overhead)
  - Pousada do Rio Quente
  - Poção Azul de Niquelândia, também conhecido como Stargate (Caverna)

### Estado daParaíba(PB)
- Naufrágios
  - Queimado (Erie) - João Pessoa
  - Alice - João Pessoa
  - Alvarenga - João Pessoa
- Recifes
  - Picãozinho - João Pessoa
  - Ilha de Areia Vermelha - Cabedelo
  - Tacis de Cabedelo - Cabedelo
  - Taci de Cima, Tacis de Formosa, Tacis do Poço
  - Tacis do Seixas/Gramame - João Pessoa
  - Taci de Cima, Pedra Nova, Caiau
  - Tacis de Jacumã - Jacumã
  - Tacizinho, Recifes de Carapibu
  - Pedra de Baixo - João Pessoa
  - Risca das Esponjas - João Pessoa
  - Ciobas - João Pessoa

### Estado de Pernambuco
- Arquipélago de Fernando de Noronha
- Porto de Galinhas

### Estado do Rio de Janeiro
- Rio de Janeiro
  - Ilhas Cagarras
  - Ilha Redonda
  - Ilha Comprida
  - Ilhas Tijucas
  - Ilhas Maricás - Naufrágio do Moreno
  - Ilha Rasa - Naufrágio do Buenos Aires
  - Ilha Rasa - Portinho
  - Ilha Rasa - Guincho
- Angra dos Reis
  - Ilha dos Meros
  - Ilha Sandri
  - Ilha Comprida
  - Parcel do Coronel
  - Ilha Butinas
  - Ilha de Paquetá
  - Laje Branca
  - Ilha Grande
- Arraial do Cabo
- Cabo Frio
- Paraty
- Armação dos Búzios
- Laje Santo Antônio
- Naufrágios:
  - Naufrágio do Aquidabã
  - Naufrágio do Pinguino
  - Naufrágio do Helicóptero

### Estado do Rio Grande do Norte
- Natal
- Piranji do Sul
- São José de Mipibu - Lagoa do Bonfim
- Currais Novos - Mina Brejuí (mergulho em ambiente com teto)
- Maracajaú - batismo

### Estado de São Paulo
- Laje de Santos
- Ilhabela
- Ubatuba
- Alcatrazes
- Ilha Montão de Trigo
- PETAR
  - Caverna Laboratório (Sifão - Caverna)
  - Caverna Morro Petro (Sifão - Caverna)

### Estado de Santa Catarina
- Reserva Biológica Marinha do Arvoredo